# Rhodeus laoensis
 Rhodeus laoensis és una espècie de peix cipriniforme de la família dels ciprínids.

## Morfologia
Els mascles poden assolir els 4,7 cm de longitud total.

## Distribució geogràfica
Es troba a la conca del riu Mekong al seu pas per Laos.